# Battlezone (Computerspiel)
Battlezone ist eine Mischung aus einem Echtzeit-Strategiespiel und einem Actionspiel. Das Spiel erschien 1998 für Windows und wurde von Activision entwickelt und vertrieben. Es gilt als Begründer eines neuen Subgenres in Form der Actionstrategie.

## Handlung
In den fünfziger Jahren des zwanzigsten Jahrhunderts ging über der Beringstraße ein Meteoritenschauer nieder. Die Meteoriten enthielten ein geheimnisvolles Material, das Biometall, mit dem Raumschiffe gebaut werden konnten. Die Amerikaner gründeten daraufhin die National Space Defense Force (NSDF), auf sowjetischer Seite entstand die Cosmo Colonist Army (CCA). Um in den Besitz des Biometalls zu gelangen, führten sie einen von der Weltöffentlichkeit unbemerkten Krieg gegeneinander, der sie vom Erdmond aus zu mehreren Planeten und Monden des Sonnensystems führte. Im Einzelnen sind das die Planeten Mars und Venus, die Jupitermonde Io und Europa, der Saturnmond Titan und als letzte Station der zur Handlungszeit des Spiels entdeckte fiktive Uranusmond Achilles. Im Laufe des Spiels trifft der Spieler, egal mit welcher Fraktion gespielt wird, auf die Urheber des Materials: feindlich gesinnte Aliens – was die beiden irdischen Erzfeinde schließlich dazu zwingt, sich gegen diese zu verbünden.

## Gameplay
Im Echtzeit-Strategieteil von Battlezone ergeben sich dieselben Aufgaben und Handlungsweisen wie bei den reinen Strategie-Vertretern, der Unterschied liegt in den verschiedenen Perspektiven, aus denen dieses geschehen kann. Es ist möglich, den Auf- bzw. Ausbau einer Basis sowohl aus der Vogel- als auch aus der Egoperspektive zu betreiben, da es das Prinzip des Spiels ist, dass der Spieler die Spielfigur in der Egoperspektive steuern und mit ihr beliebige Fahrzeuge übernehmen kann. Es ist möglich, sowohl von innerhalb als auch außerhalb der Fahrzeuge den Auftrag zum Bau von Gebäuden zu geben, indem mit der Maus auf ein freies Gebiet gezeigt wird. Reicht die vorhandene Fläche zur Bebauung aus, wird sie grün markiert. Anderenfalls, oder wenn das Gebiet zu weit außerhalb der Basis liegt, ist die Markierung rot.
Die vom Spieler gesteuerte Einheit kann sowohl zu Fuß als auch in einem Fahrzeug frei über die ganze Karte bewegt werden, soweit das vom Gelände her möglich ist. Unbesetzte Fahrzeuge können umgehend übernommen werden, bei Fahrzeugen der eigenen Fraktion wird der derzeitige Fahrer aussteigen und dem Spieler das Fahrzeug überlassen. Es ist auch möglich, per Funk ein Teammitglied zu rufen, um dessen Fahrzeug zu übernehmen. Eine Spielfigur außerhalb eines Fahrzeugs kann einen gegnerischen Fahrer mit einem Scharfschützengewehr ausschalten, das Fahrzeug übernehmen und mit diesem in eine gegnerische Basis eindringen, ohne als Feind erkannt zu werden. Der Einsatz eines Scharfschützengewehres bietet sich auch an, wenn die Spielfigur ohne unterstützenden Begleiter zu Fuß unterwegs ist und auf weite Entfernung einen Feind ausmachen kann.
Fahrer zerstörter Fahrzeuge können sich mit einem Schleudersitz aus diesen befreien (das gilt für beide Seiten). Ist nicht unmittelbar ein Ersatzfahrzeug vorhanden, ist für die ungeschützten Fahrer die Gefahr groß, getötet zu werden. Der Spieler muss daher darauf achten, in solchen Fällen die Verluste möglichst gering zu halten, da ansonsten nicht mehr genug Fahrzeugführer zur Verfügung stehen.
Das Kernstück der Basis ist der Recycler, der auf einem Geysir platziert werden muss. Alle anderen Gebäude sind innerhalb eines begrenzten Umkreises um diesen herum zu errichten. Eine Ausnahme bildet die Fabrik, die ebenfalls auf einem Geysir zu bauen ist. Eine weitere Ausnahme sind mobile Abwehrtürme, die beliebig auf der Karte einsetzbar sind; größere Abwehrtürme sind allerdings wieder nur im Bereich der Basis aufzustellen. In der Fabrik lassen sich verschiedene Einheiten wie z. B. Panzer oder Mechs produzieren. Im Gegensatz zu den reinen Echtzeit-Strategiespielen ist die maximal produzierbare Anzahl auf jeweils 10 Fahrzeuge für die Offensive und Defensive begrenzt, da sonst die Übersicht verloren ginge. Den Fahrzeugen können einzeln oder als Gruppe Befehle gegeben werden, dem Spieler zu folgen oder den Gegner anzugreifen. Des Weiteren gibt es eine Versorgungseinheit, die Reparatur- und Munitionskits auf beliebige Punkte der Karte katapultieren kann. Diese können von der gesteuerten Spielfigur aufgesammelt und entsprechend verwendet werden. Diese Aufgabe kann aber auch Teammitgliedern zugewiesen werden, wobei einer der Begleiter ausgewählt und dann auf das entsprechende Kit gezeigt wird.
Das Biometall findet sich in begrenzter Menge auf den Karten und kann von speziellen Sammlereinheiten zum Recycler gebracht werden. Zerstörte feindliche Einheiten ergeben wieder neue Biometallvorkommen, womit auch auf längere Sicht von Zeit zu Zeit ein begrenzter Nachschub an Rohstoffen gewährleistet ist.
Das Spiel hat insgesamt 25 Missionen, wobei 17 auf die NSDF und 8 auf die CCA entfallen; die der CCA sind für fortgeschrittene Spieler konzipiert. Die Ziele variieren von der Zerstörung einer gegnerischen Basis oder dem Halten eines bestimmten Punktes bis hin zu Bergungs-, Eskortierungs- und Aufklärungsmissionen. Bei einigen Missionen ändern sich im Laufe des Spiels die Ziele oder werden ergänzt.

## Grafik
Bildauflösungen von 400 × 300, 512 × 384 und 640 × 480 Pixeln sind möglich. 3D-Beschleunigung (über Direct 3D, 3D-Karte benötigt) ist optional, der Detailgrad lässt sich einstellen. Die Darstellung der Planeten und Monde entspricht dem tatsächlichen Aussehen, soweit das von den 3D-Beschleunigern der damaligen Zeit technisch machbar war. Zwischensequenzen erfolgen innerhalb der Grafik-Engine.

## Sound
Für die deutsche Version wurden die Synchronsprecher von Clint Eastwood und Jack Nicholson engagiert, die mit ihrer Stimme der Handlung eine dramatischere Note geben. Der Sprecher der russischen Seite hat einen stark übertriebenen russischen Akzent, der dem Spiel dadurch eine leichte Selbstironie verleiht. Die Musik ist eher dezent und dem Spielszenario angepasst.

## Multiplayer
- Modem (bis zwei Spieler), Netzwerk und Internet (bis acht Spieler)
- Deathmatch
- Strategiemodus
- Jeder Spieler benötigt eine CD.

## Entwicklungsgeschichte
Nach der Veröffentlichung durch Activision 1998 folgten mehrere Expansion-Packs.
Der letzte Patch für PC, Version 1.4, erschien im November 1998. 2002 endete auch der Multiplayer-Support durch Activision mit der Serverabschaltung. Jedoch wurde der Quelltext der Multiplayer-Programmbibliothek „Anet“ unter der LGPL der Spielcommunity übergeben.
2007 begann Ken Miller, einer der ursprünglichen Activision-Entwickler, in seiner Freizeit an einem weiteren Patch 1.5 zu arbeiten der 2012 in einer ersten Betaversion veröffentlicht und in der Folgezeit weiter entwickelt, jedoch nie fertiggestellt wurde. Die letzte Version des Patches erschien im Dezember 2014 mit Version 1.5.2.27.
Im April 2016 veröffentlichte das Spielelabel Rebellion unter dem Namen Battlezone 98 Redux eine überarbeitete Version des Spiels.

## Rezeption des Spiels
Battlezone wurde in der Fachpresse als Revolution gefeiert und mit Höchstwertungen versehen, es erhielt vom bekannten englischsprachigen Onlinespieleportal Gamespot die Wertung 9,4 von 10 Punkten, eine der höchsten Wertungen dort überhaupt. Ein Wertungsdurchschnitt von 23 Publikationen, der direkt von dem vorgenannten Test aus aufgerufen werden kann, kommt noch auf einen Wert von 8,8 von 10 Punkten. In der deutschen Presse sah dies nicht anders aus, so vergab PC Player 90 %, GameStar 89 %, PC Action 87 % und PC Games 86 %. Battlezone gilt als Musterbeispiel für die Diskrepanz zwischen Kritikerlob und Verkaufserfolg, da es zu einem Flop wurde. Activision sah einen möglichen Grund im Fehlen eines Kopierschutzes, allerdings stellte ein trotz Tutorial komplexes Spiel von vornherein ein gewisses kommerzielles Risiko dar, da es selbst für erfahrene Spieler zuerst einmal eine gewisse Umgewöhnung auf ein neues Spielprinzip erfordert.

## Nachfolger
Ende 1999 erschien mit Battlezone II ein ähnlicher Nachfolger, dem das gleiche Schicksal wie sein Vorgänger anhaftete: viel Kritikerlob, aber kein Verkaufserfolg.